# 헤이나우두 다 크루스 올리베이라
헤이나우두 다 크루스 올리베이라(포르투갈어: Reinaldo da Cruz Oliveira, 1979년 3월 14일 ~ ) 또는 줄여서 헤이나우두는 브라질의 전 축구 선수이다. 현역 시절 포지션은 공격수였다. CR 플라멩구에서 선수 생활을 시작하였으며, 2003년에는 프랑스의 명문 파리 생제르맹 FC에서 2년 간 뛰기도 하였다. 이후 일본의 가시와 레이솔, 사우디아라비아의 알이티하드 등 아시아 경험도 하였고, 특히 2008년에는 제프 유나이티드 이치하라 지바 소속으로 뛰며 2008 시즌 마지막 경기에서 골을 넣으며 팀을 강등에서 구출하였다. 이후 2009년 보타포구 FR에서 뛰던 중 2010 시즌을 앞두고 수원 삼성 블루윙즈로 이적했지만 별다른 활약을 하지 못하고 네 경기를 뛰고 방출 당하였다. 수원에서 뛸 당시에는 헤이날도라는 등록명으로 뛰었다.

## 수상

### 클럽
- 플라멩구
  - 구아나바라 트로피: 1999, 2001
  - 리우 트로피: 2001
  - 리우 데 자네이루 지역 리그: 1999, 2000, 2001
- 보타포구
  - 구아나바라 트로피: 2009